# ساندي أمور
ساندي أمور (بالإنجليزية:Sandy Cheeks) شخصية خيالة كرتونية في مسلسل سبونج بوب سكوير بانتس ظهرت لأول مره عام 1999 وهي عبارة أنثى سنجاب ترتدي لباس فضائي تحت سطح البحر وهي صديقة كلا من سبونج بوب وبسيط نجم ومن مهاراتها أنها لاعبه كاراتيه ولقد قامت بأداء صوتها في النسخة الإنجليزية الممثلة الأمريكية كارولين لورانس أما في النسخة العربية فقامت بالدور الممثلة المصرية إيمان غنيم.

## روابط خارجية
- ساندي أمور في قاعدة بيانات الأفلام على الإنترنت